# Искрица
Ѝскрица е село в Южна България. То се намира в община Гълъбово, област Стара Загора.

## География
Селото има борова гора, а до него минава река Соколица, наречена още Дувандере.
Селото е близо до ТЕЦ „Марица изток“-3. Покрай него минават ленти, които носят пръст.

## История
Селото е на около 450 години. В миналото селото е имало други имена като Коджилар, Колчуларе, Кунчелари, Стражари.
Преди 50 години то е с население около 600 души, а сега се обитава от 251 души.
В средновековното селище край селото от палеоорнитолога проф. Златозар Боев по костни останки са установени 7 вида диви и домашни птици – сива гъска (Anser anser), яребица (Perdix perdix), колхидски фазан (Phasianus colchicus colchicus), голяма дропла (Otis tarda), скален гълъб (Columba livia), кукумявка (Athene noctua) и домашна кокошка (Gallus gallus f. omestica). От археозоолога доц. Георги Рибаров са намерени останки от тур (Bos primigenius), благороден елен (Cervus elaphus), кафява мечка (Ursus arctos) и още 10 вида бозайници.

## Културни и природни забележителности
Селото има особени забележителности, една стара мелница на повече от 100 години и много тракийски могили в землището. В югозападния край на селото, в местността Асаря, се намират останките на средновековна крепост от XI-XII век, на която са запазени масивните каменни зидове. Преди изграждането на крепостта е имало средновековно селище от IX-X век, което датира от намерените монети от времето на имп. Василий I, имп. Константин VII и имп. Лъв VI.
През март (на Сирни заговезни) се хвърлят стрели в центъра и се запалва огън, който се прескача за здраве. На Коледа из селото минават коледари.
Има малък фолклорен състав от възрастни жени, които организират често представления.
Черквата в селото е „Въведение Богородично“ като храмовият празник на 21-ви ноември е и празник на Искрица.